# Landhaus St. Pölten

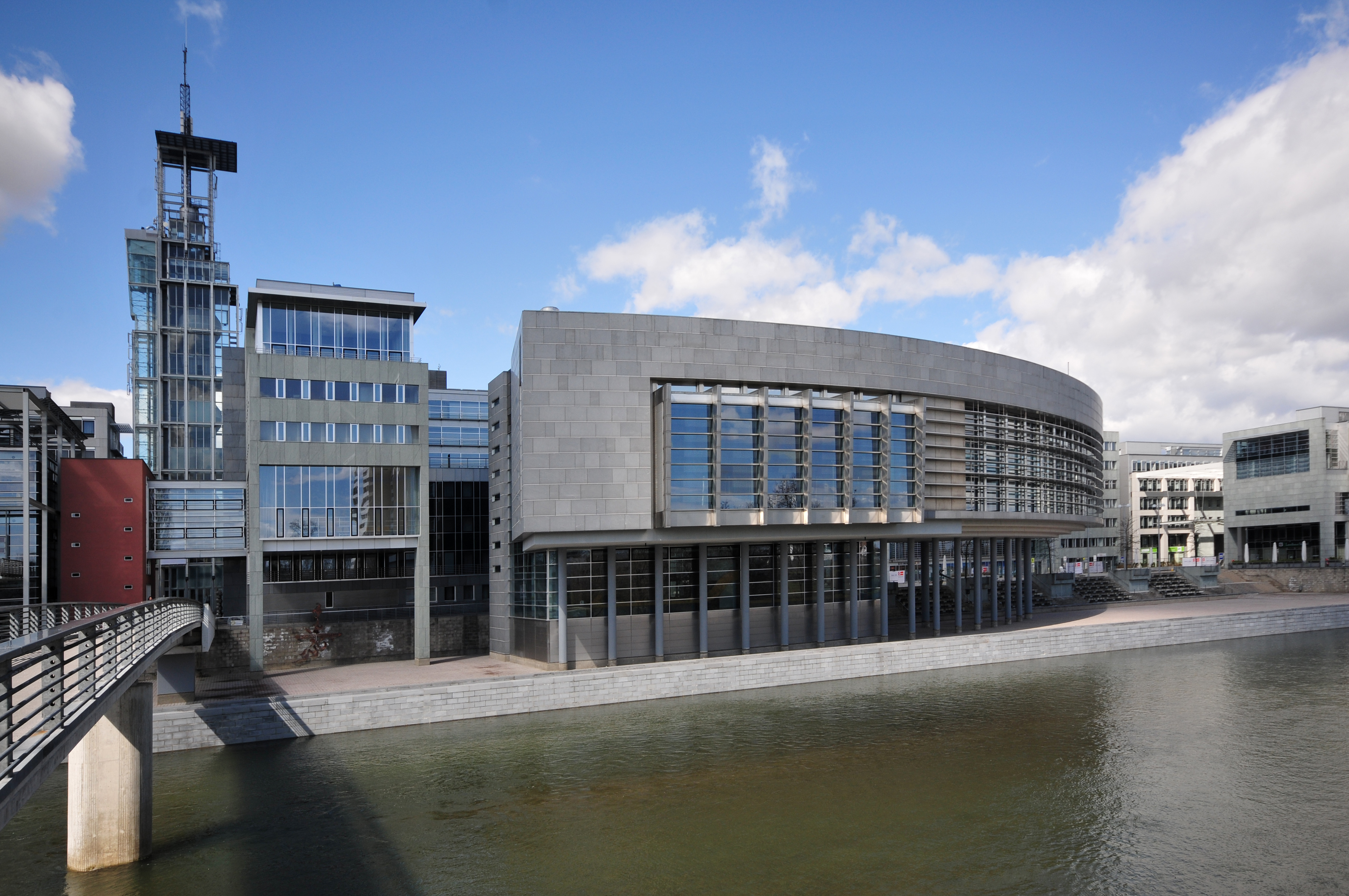
Ostseite des Landhausviertels: das NÖ Landhaus, links der Klangturm

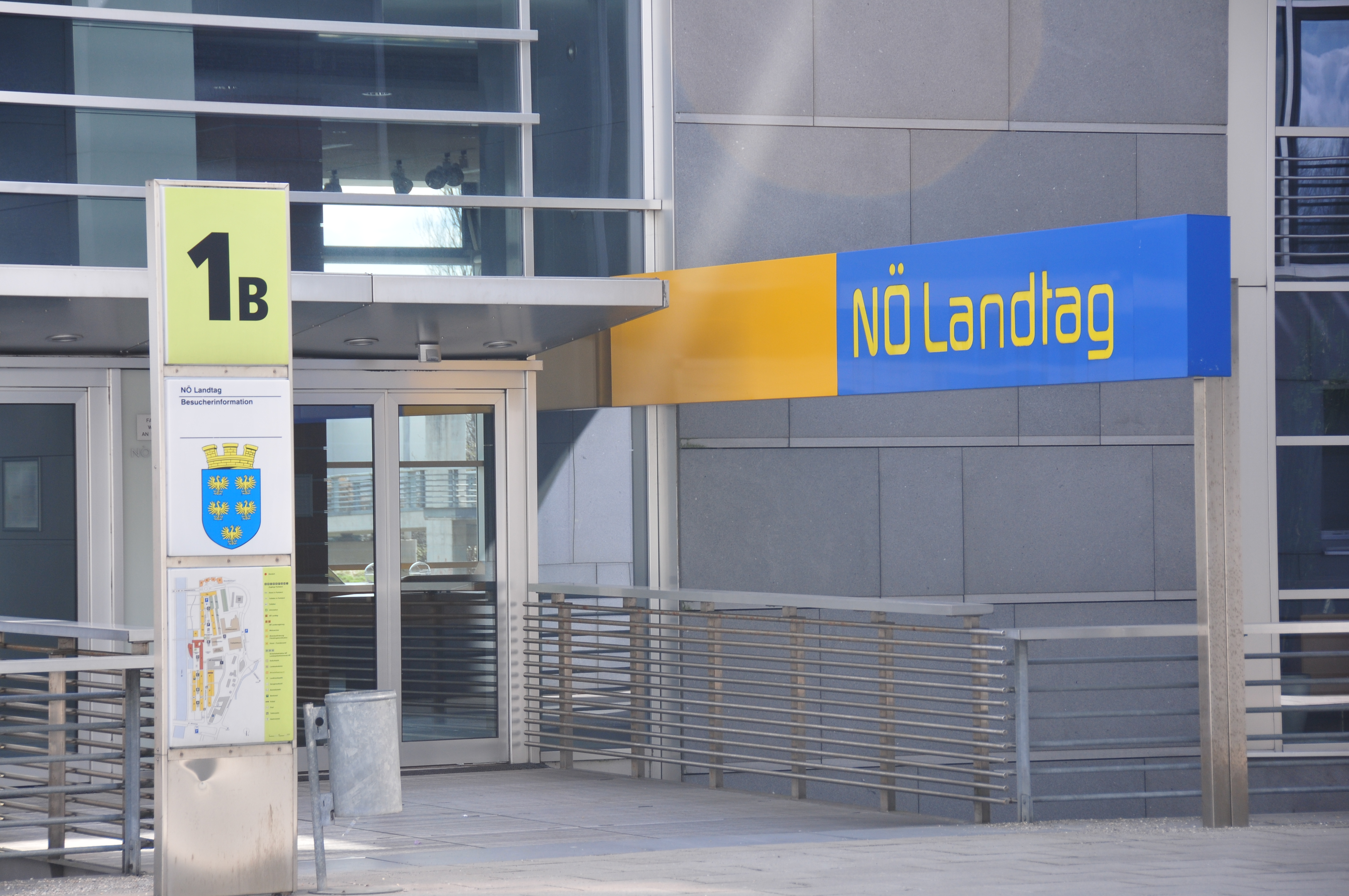
Eingang zum Landhaus

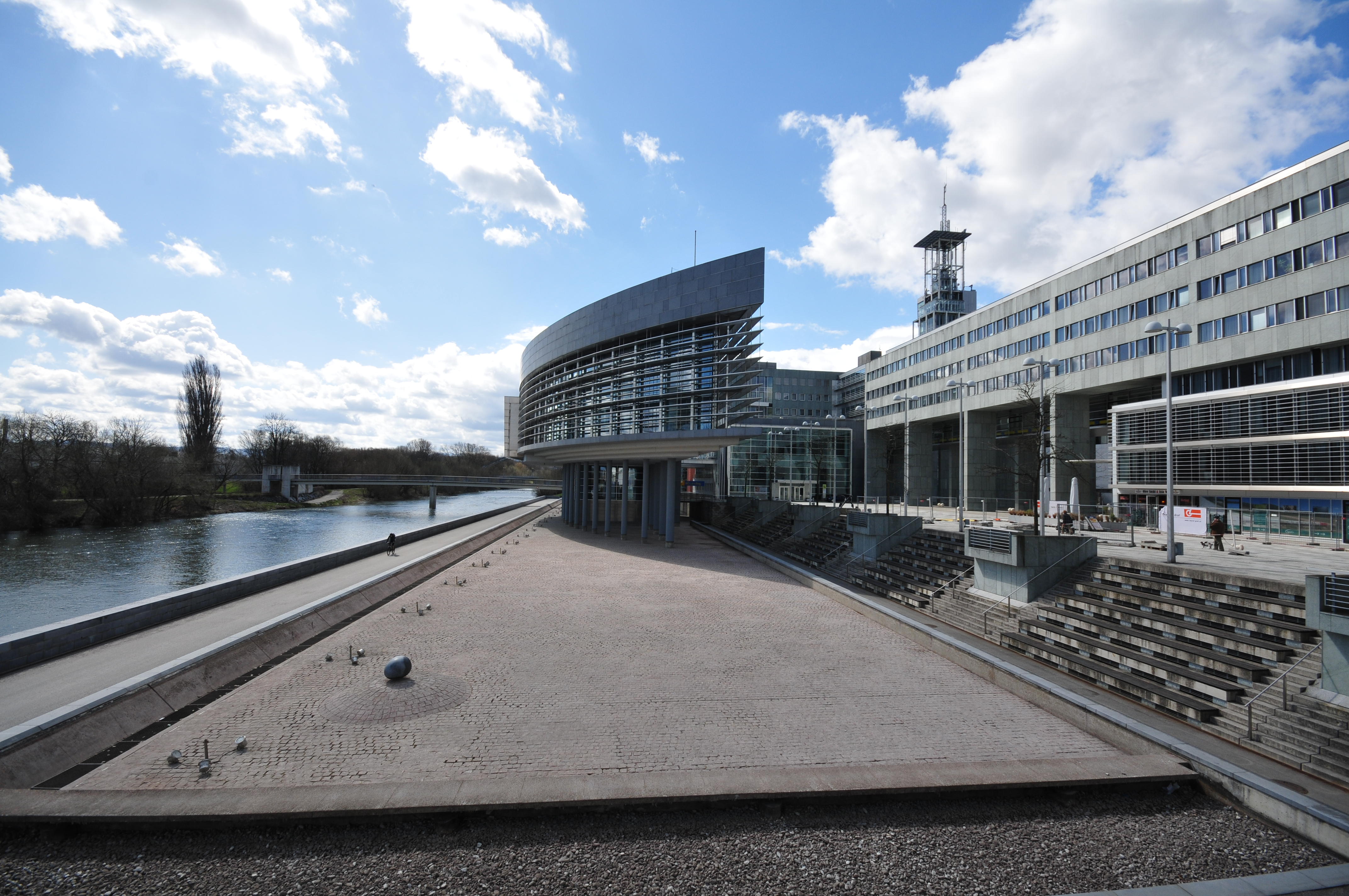
Ansicht von Norden

Das Landhaus St. Pölten ist ein Gebäudekomplex im Regierungsviertel von St. Pölten und Sitz der niederösterreichischen Landesverwaltung, des niederösterreichischen Landtags, der Landesregierung und des Amtes der NÖ Landesregierung. Dazu gehören auch vom Land Niederösterreich betriebene kulturelle Einrichtungen. Es ist mit zwischen 2.500 und 3.000 Beschäftigten eine der größten Arbeitsstätten St. Pöltens.

## Geschichte
Seit der Loslösung Wiens von Niederösterreich im Jahr 1922 war das Niederösterreichische Landhaus in Wien – heute Palais Niederösterreich – bis 1997 Sitz des niederösterreichischen Landtages, bis dieser durch die Verlegung der Landesregierung in die neue Landeshauptstadt St. Pölten übersiedelte.

## Gebäude
Das Landtagsgebäude steht am Ufer der Traisen. Entsprechend seiner Form wird es als das Schiff bezeichnet. Neben dem Landhaus mit dem 80 m hohen Klangturm des Architekten Ernst Hoffmann entstanden im Landhausviertel auch das Festspielhaus (Klaus Kada), das Landesarchiv und die Landesbibliothek (Paul Katzberger), eine Ausstellungshalle (Shed-Halle, Hans Hollein) und das Landesmuseum.
| Grundstücksfläche  | 216.929 m² |
| Verbaute Fläche    | 20.246 m²  |
| Straßen und Plätze | 35.000 m²  |

## Baugeschichte
Bereits vor Baubeginn wurde die Julius-Raab-Traisenbrücke errichtet, nach Ausstellung des Baubescheids (Geschäftszahl 11/60/1/-1166-1992) im Jahr 1992 startete der Bau am 1. November. Die Großbaustelle erstreckte sich über 216.929 m² auf dem Areal des ehemaligen Rennbahnstadions von St. Pölten (1881–1990), zwischen der Traisen und der Altstadt. Zum Schutz vor den Hochwassern der Traisen wurde eine 600 m lange und 200 m breite Betonwanne errichtet, in der sich der Landhauskomplex befindet. Auf der Baustelle setzten täglich 1000 Beschäftigte 3 Millionen Schilling um, die Gesamtinvestitionen beliefen sich auf 5,3 Milliarden Schilling. 10 Bauunternehmen verbauten unter anderem 19.000 Tonnen Stahl und 223.000 m³ Beton. Auf der Baustelle ereigneten sich drei Unfälle, mit einem Todesopfer.